# Pericles
Pericles de Oliveira Ramos (ur. 2 stycznia 1975) – brazylijski piłkarz występujący na pozycji obrońcy.

## Kariera klubowa
Od 1991 do 2004 roku występował w klubach Matsubara, Cerezo Osaka, Sagan Tosu i SC Tottori.